# André Österholm
André Österholm, född 17 juni 1996 i Högdalen, är en svensk fotbollsspelare.

## Karriär
I januari 2017 värvades Österholm av spanska Coruxo. I augusti 2019, efter några år i Spanien, skrev han på för IK Sirius.
I mars 2021 gick Österholm till finska Ekenäs IF.
I mars 2022 återvände Österholm till Sverige och skrev på ett tvåårskontrakt med Superettan-klubben Östersunds FK. I april 2024 gick han till Næstved BK i danska andraligan.